# Ficus opposita
Ficus opposita är en mullbärsväxtart som beskrevs av Friedrich Anton Wilhelm Miquel. Ficus opposita ingår i släktet fikonsläktet, och familjen mullbärsväxter. Inga underarter finns listade i Catalogue of Life.